# Saori Hayami
Saori Hayami (早見 沙織, Hayami Saori) é uma dubladora e cantora japonesa nascida em 29 de Maio de 1991 em Tóquio. Ela está afiliada à I'm Enterprise. É reconhecida especialmente pelos seus trabalhos como Yukino Yukinoshita em Yahari Ore no Seishun Love Come wa Machigatteiru, Yumeko Jabami em Kakegurui,  Fubuki em One-Punch Man, Anzu Miho em Bakuman, Miyuki Shiba em Mahouka Koukou no Rettousei entre muito outros papéis.

## Biografia
Hayami se interessou por dublagem enquanto cursava o ensino fundamental. Em 2004, ela frequentou a classe júnior da Nihon Narration Engi Kenkyūjo, uma escola de treinamento de dublagem. Sua carreira começou quando ela passou em um teste para I'm Enterprise em 2006, no final de seu segundo ano na escola de treinamento. Sua estréia como dubladora foi no CD drama Indian Summer. Em 2007, ela fez sua estréia em anime e conseguiu seu primeiro papel importante como Momoka Kawakabe, a heroína principal de Touka Gettan. Desde então, ela tem sido ativa na dublagem de muitos outros personagens na mídia relacionada a anime e outros trabalhos de dublagem. Ela ficou em segundo lugar no Prêmio Newtype x Machi Asobi Anime de 2015 de Melhor Atriz Voz, enquanto sua personagem Yukino Yukinoshita ganhou o Prêmio de Melhor Personagem Feminina. Ela tem apresentado seu próprio programa de rádio Hayami Saori no Free Style desde 2011, que ganhou o prêmio de "Programa mais Confortável" na categoria geral no 3º Prêmio Aniradi em 2017.
Hayami é conhecida por cantar principalmente através de seu trabalho em animes e canções-tema de personagens, como Kaede Takagaki na franquia The Idolmaster Cinderella Girls. Seu single de estreia, "Yasashii Kibou" (やさしい 希望, lit. "Esperança gentil") foi lançado em 12 de agosto de 2015. Ela escreveu as letras de todas as músicas do single. A canção-título foi usada como tema de abertura para a televisão de anime Akagami no Shirayukihime, no qual ela dublou Shirayuki, a protagonista. Seu segundo single é um single duplo A-side "Installation / Sono Koe ga Chizu ni Naru" (その声が地図になる, lit. "Essa voz se torna um mapa") foi lançado em 3 de fevereiro de 2015. Ela também levou participar na escrita e composição de ambas as canções. A música "Sono Koe ga Chizu ni Naru" é usada como tema de abertura para a segunda temporada de Akagami no Shirayukihime. Seu primeiro álbum Live Love Laugh foi lançado em 25 de maio de 2016. Em seguida, ela lançou um mini-álbum ao vivo para a edição limitada ao vivo em Blu-ray / DVD e CD de sua primeira turnê japonesa, Live Love Laugh, em 21 de dezembro de 2016.

## Trabalhos

### Anime

#### 2007
- Clannad (estudante no primeiro episódio)
- Tōka Gettan (Momoka Kawakabe)

#### 2008
- Shigofumi (Quinto Amante)
- Ghost hound (Estudante do Primário A)
- Sekirei (Musubi, Yume)[10]
- Wagaya no Oinarisama (Kō)

#### 2009
- 07 Ghost (Razette)
- Sora no Otoshimono (Ikaros)
- Sora no Manimani (Sayo Yarai)
- Basquash! (Violette)
- Higashi no Eden (Saki Morimi)
- Sasameki Koto (Chizuka Nishiki)

#### 2010
- MM! (Arashiko Yūno)[11]
- Ōkami-san to Shichinin no Nakamatachi (Kakari Haibara)
- Ore no Imōto ga Konna ni Kawaii Wake ga Nai (Ayase Aragaki)[12]
- Katanagatari (Kōsha Saraba)
- Kami nomi zo Shiru Sekai (Haqua du Lot Herminium)
- Star Driver: Kagayaki no Takuto (Wako Agemaki)
- Sekirei ~Pure Engagement~ (Musubi, Yume)
- Sora no Otoshimono: Forte (Ikaros)
- Densetsu no Yūsha no Densetsu (Kuku)
- Bakuman (Miho Azuki)[13]
- Ladies x Butlers (Suiran Fō)

#### 2011
- Bakuman.2 (Miho Azuki)
- Kami nomi zo Shiru Sekai - Segunda Temporada (Haqua du Lot Herminium)[14]
- Ano Hi Mita Hana no Namae o Bokutachi wa Mada Shiranai (Chiriko Tsurumi (Tsuruko))
- Softenni (Shiho Nagumo)
- Morita-san wa Mukuchi (Chihiro Miura)[15]
- Mawaru Penguindrum (Asami Kuhou)
- Mobile Suit Gundam AGE (Yurin L'Ciel)
- Towa não Quon(Kiri)

#### 2012
- Bakuman 3 (Miho Azuki)
- Beelzebub (Isafuyu Kashino)
- Fairy Tail (Kagura Mikazuchi)
- Hyōka (Kaho Jūmonji)
- Sword Art Online (Sachi)
- Tari Tari (Sawa Okita)

#### 2013
- Ore no Imōto ga Konna ni Kawaii Wake ga Nai. (Ayase Aragaki)
- RDG Red Data Girl (Izumiko Suzuhara)
- Yahari Ore no Seishun Love Come wa Machigatteiru (Yukino Yukinoshita)
- Zettai Bōei Leviathan (Leviathan)

#### 2014
- Shigatsu wa Kimi no Uso (Igawa Emi)
- Noragami (Tsuyu)
- Mahouka Koukou no Rettousei (Shiba Miyuki)

#### 2015
- Owari no Seraph (Hiiragi Shinoa)
- Yamada-kun to 7-nin no Majo (Shiraishi Urara)
- Akagami no Shirayuki-hime (Shirayuki)
- One Punch Man (Fubuki)
- Yahari Ore no Seishun Love Come wa Machigatteiru. Zoku (Yukino Yukinoshita)

#### 2017
- Masamune-kun no Revenge (Shuri Kojuurou)
- Boruto: Naruto Next Generations (Uzumaki Himawari)
- Kakegurui (Yumeko Jabami)

#### 2018
- Darling in the Franxx (Kokoro)
- Hataraku Saibou! (Célula T Reguladora)

#### 2019
- Mairimashita! Iruma-kun (Ameri Azazel)
- Tate no Yuusha no Nariagari (Therese Alexanderite)
- Kimetsu no Yaiba (Shinobu Kochō)

#### 2020
- Otome Game No Hametsu Flag Shika Nai Akuyaku Reijou Ni Tensei Shiteshimatta... (Maria Campbell)
- Tower of God (Rachel)
- Yahari Ore no Seishun Love Come wa Machigatteiru. Kan (Yukino Yukinoshita)

2021
- One Piece (Yamato)

#### 2022
- Spy × Family (Yor Forger)

### OVA
- Koharubiyori (Sumire Midō)
- Princess Resurrection (Hime)
- Shakugan no Shana S (Naruko Ugaki)
- Mazinkaizer-SKL (Tsubasa Yūki)
- Megane na Kanojo (Mizuki Kimura)
- Morita-san wa Mukuchi (Chihiro Miura)
- Fairy Tail (Kagura)

### Drama CD
- Tonari no Kaibutsu-kun (Chizuru Oshima)

### Jogos
- Fate/Extra CCC, Fate/Grand Order (Meltlilith)
- Marvel vs Capcom 3: Fate of Two Worlds (Lei-Lei/Hsien-Ko)
- Memories Off: Yubikiri no Kioku (Shiina Kodō)
- Ultimate Marvel vs Capcom 3 (Lei-Lei/Hsien-Ko)
- SD Gundam G Generation SPIRITS (Nery Olson)
- Sekirei ~Mirai kara no Okurimono~ (Musubi)
- Love Plus (Takane Manaka)
- PangYa (Erika)
- Pastel Chime Continue (Lucy Minshiado)
- Project X Zone (Lei-Lei/Hsien-Ko)
- Shining Blade (Elmina)
- Sora no Otoshimono Forte: Dreamy Season (Ikaros)
- Sora no Otoshimono Forte: Heart-Throbbing Summer Vacation (Ikaros)
- The King Of Fighters All Star (Ein)
- Tekken 7 (Kunimitsu)
- Kimetsu no Yaiba: Hinokami Keppūtan (Shinobu Kochō)
- Genshin Impact (Kamisato Ayaka)[16]
- Azur Lane (Shimakaze)

### Filmes
- Eden do Oriente The Movie I: The King of Eden (Saki Morimi)
- Eden do Oriente II: Paradise Lost (Saki Morimi)
- Naruto Shippuden: The Lost Tower (Sara)
- Sora no Sora no Otoshimono The Movie: The Angeloid of Clockwork (Ikaros)
- Kimetsu no Yaiba: Mugen Ressha-hen (Shinobu Kochō)

### Singles
A grande maioria das músicas de Saori Hayami foram utilizadas em animes que ela dublou.
- Ai no Yokan (tema de encerramento dos episódios 4 e 8 do anime Kami nomi zo Shiru Sekai II; a mesma música foi usada como encerramento de outros episódios do mesmo anime, só que cantada por outros cantores)
- Dear Sweet Heart, com Marina Inoue, Kana Hanazawa e Aya Endo (encerramento do anime Sekirei)
- Futari no Yakusoku, com Haruka Tomatsu e Nakajima Megumi (tema de encerramento do anime Basquash!)
- Hakuyoku no Seiyaku ~Pure Engagement~, com Marina Inoue, Kana Hanazawa e Aya Endo (abertura do anime Sekirei ~Pure Engagement~)
- Heart no Kakuritsu, com Blues Drops e Hitomi Yoshida (tema de encerramento do anime Sora no Otoshimono: Forte)
- HELP!! -Heaven Side-, com Ayana Taketatsu (tema de abertura do anime MM!; participação especial de Saori Hayami no episódio 05)
- Hello Alone, com Nao Tōyama (tema de encerramento do anime Yahari Ore no Seishun Love Come wa Machigatteiru)
- Kimi o Omou Toki (encerramento especial do episódio 11 de Sekirei)
- Kono Sekai ga Itsuka wa (tema de encerramento do anime Toka Gettan
- nO limiT, com Haruka Tomatsu e Nakajima Megumi (tema da primeira abertura do anime Basquash!)
- Running On, com Haruka Tomatsu e Nakajima Megumi (tema de encerramento do episódio 13 de Basquash!)
- Sekirei, com Marina Inoue, Kana Hanazawa e Aya Endo (abertura do anime Sekirei)
- Kaze ga Nanika o Iō to Shiteiru (tema de encerramento do anime Wagaya no Oinarisama)
- Ring my Bell, com Blue Drops e Hitomi Yoshida (abertura do anime Sora no Otoshimono)
- Yume Oboro, com Eri Kitamura e Mariya Ise (tema de abertura do anime Toka Gettan)
- Russian Roulette of Love, com Yū Serizawa (encerramento especial do episódio 9 da primeira temporada de Kakegurui)